# ليو كاهيل
ليو كاهيل (بالإنجليزية: Leo Cahill)‏ هو لاعب كرة قدم أمريكية أمريكي، ولد في 30 يوليو 1928 في نورث يوتيكا في الولايات المتحدة، وتوفي في 15 فبراير 2018.